# Marco Zanon (sciatore)
Marco Zanon (Ziano di Fiemme, 6 maggio 1956) è un ex biatleta italiano.

## Biografia
Nato nel 1956 a Ziano di Fiemme, in Trentino, nel 1981 e 1982 ha preso parte ai Mondiali: a Lahti 1981 è arrivato 48º nell'individuale e 9º nella staffetta, a Minsk 1982 invece 17º nell'individuale.
A 27 anni ha partecipato ai Giochi olimpici di Sarajevo 1984, chiudendo 19º nell'individuale con il tempo di 1h19'59"9.
Ai campionati italiani ha vinto 1 argento (1981) e 1 bronzo (1985) nell'individuale e 1 argento (1985) e 1 bronzo (1984) nello sprint.